# Jetairfly
Jetairfly (официально TUI Airlines Belgium) — бельгийская авиакомпания, осуществляющая чартерные рейсы. Является частью TUI AG, крупнейшего туристического концерна в мире, штаб-квартира которого расположена в Ганновере, Германия. TUI AG включает 6 авиакомпаний, такие как TUIfly, Thomson Airways, TUIfly Nordic, Corsair International и Arkefly.
В 2012 году Jetairfly перевезла более 2,78 млн пассажиров. Она осуществляет 163 рейса, по 105 направлениям (2013 г.). Jetairfly является второй бельгийской авиакомпанией по количеству флота, числу пассажиров и количеству направлений. В октябре 2012 года, бельгийская авиакомпания утверждала, что она оснащена самым современным флотом.

## Флот

### Нынешний флот
Флот Jetairfly состоит из 32 самолётов: